# Ружанская пуща
Ружанская пуща — лесной массив и заказник государственного значения в Пружанском районе Брестской области, к юго-западу от городского посёлка Ружаны. Площадь пущи составляет 15 тысяч гектаров.

## Описание
Создан 21 февраля 1986 года.

### Расположение
Часть пущи входит в состав Михалинско-Берёзовского заказника созданного в 1978 году, по состоянию на 2006 год площадь которого составляет 8 тысяч гектар.

### Рельеф
Рельеф данной местности характеризуется наличием возвышенностей, представленных холмами, а также наличием сложной сети глубоких оврагов, пролегающих по территории заказника.

### Флора
Растительность пущи представлена такими видами деревьев как: граб, дуб, вяз, липа, сосна, ель, лиственница, насаждения из белой пихты, берёзы, ольхи и осины.
В заказнике произрастает уникальный комплекс редких видов растений, представленных следующими экземплярами: башмачок настоящий (Cypripedium calceolus), кадило сарматское (Melīttis), любка двулистная (Platanthéra bifólia), морошка приземистая (Rubus chamaemorus), черемша (Allium), колокольчик широколистный (Campánula latifólia), ландыш (Convallária), чабрец (Thýmus), можжевельник (Juníperus) и многие другие.

### Грибы
В Ружанской пуще можно обнаружить множество видов грибов, однако некоторые из них находятся на грани исчезновения и включены в Красную книгу страны. Среди таких видов — Спарассис курчавый (Sparassis crispa), грифола многошляпочная (Grifola frondosa) и трутовик зонтичный (Polyporus umbellatus).

### Фауна
В заказнике представлен разнообразный мир фауны, включающий в себя множество видов животных. Среди них можно выделить таких представителей, как благородный олень (Cervus elaphus), европейская косуля (Capreólus capreólus), лось (Alces), кабан (Sus scrofa), лесная куница (Martes martes), рысь(Lynx), бобр (Castor fiber), норка (Mustela lutreola), выдра (Lutra lutra), енотовидная собака (Nyctereutes procyonoides).
Кроме того, в заказнике обитает множество видов птиц, среди которых можно выделить чёрного аиста (Ciconia nigra), тетерева (Lyrurus), красного коршуна, (Milvus milvus) и ушастую сову (Asio otus).
В реке Зельвянка водится в изобилии плотва (Rutilus), щука (Esox lucius), окунь (Perca fluviatilis) и лещ (Abramis brama).